# Вілмінгтон Гаммергедз
ФК «Вілмінгтон Гаммергедз» (англ. Wilmington Hammerheads Football Club) — американський футбольний клуб з Вілмінгтона, Північна Кароліна, заснований у 1996 році. Виступає в PDL. Домашні матчі приймає на стадіоні «Версіті Соккер Стедіум», місткістю 3 000 глядачів.

## Досягнення
- USL PRO Championship
  - Фіналіст: 2012
- USL Second Division
  - Чемпіон: 2009
- USL Pro Select League
  - Чемпіон: 2003
- USL D-3 Pro League Southern Division
  - Чемпіон: 2001, 2002.